# Asesinos del destino
Asesinos del destino (título original: Albino Alligator) es una película franco-estadounidense de drama, suspenso y crimen de 1996, dirigida por Kevin Spacey, escrita por Christian Forte, los protagonistas son Matt Dillon, Faye Dunaway y Gary Sinise, entre otros. El filme fue producido por Albino Alligator Productions, Miramax, Motion Picture Corporation of America y Union Générale Cinématographique; se estrenó el 9 de septiembre de 1996.

## Sinopsis
Este largometraje trata acerca de tres ladrones que, mientras huían de un robo fallido, quedan rodeados por la policía en un bar de Nueva Orleans.